# Haggis salvaje

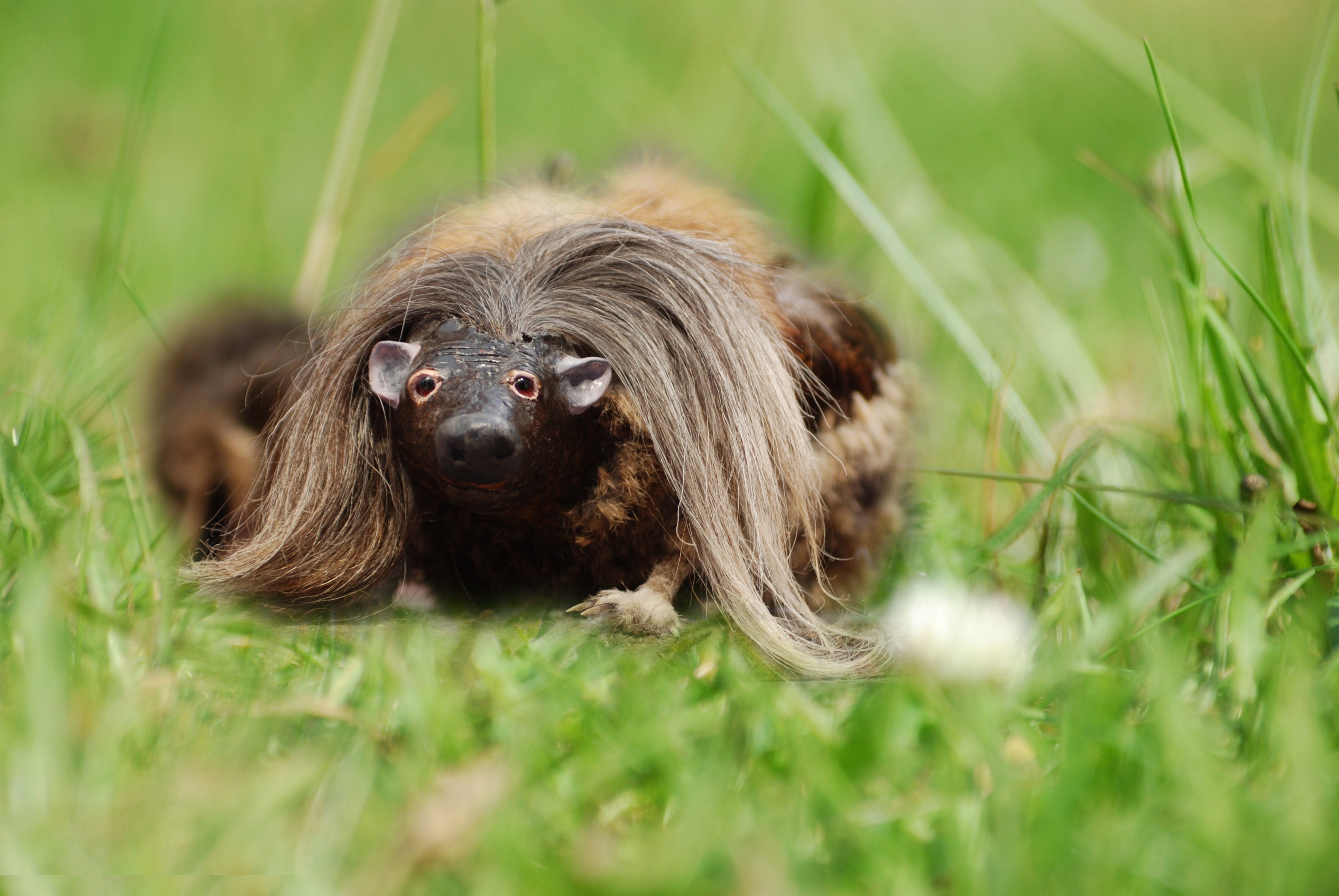
Un haggis salvaje en su supuesto hábitat natural

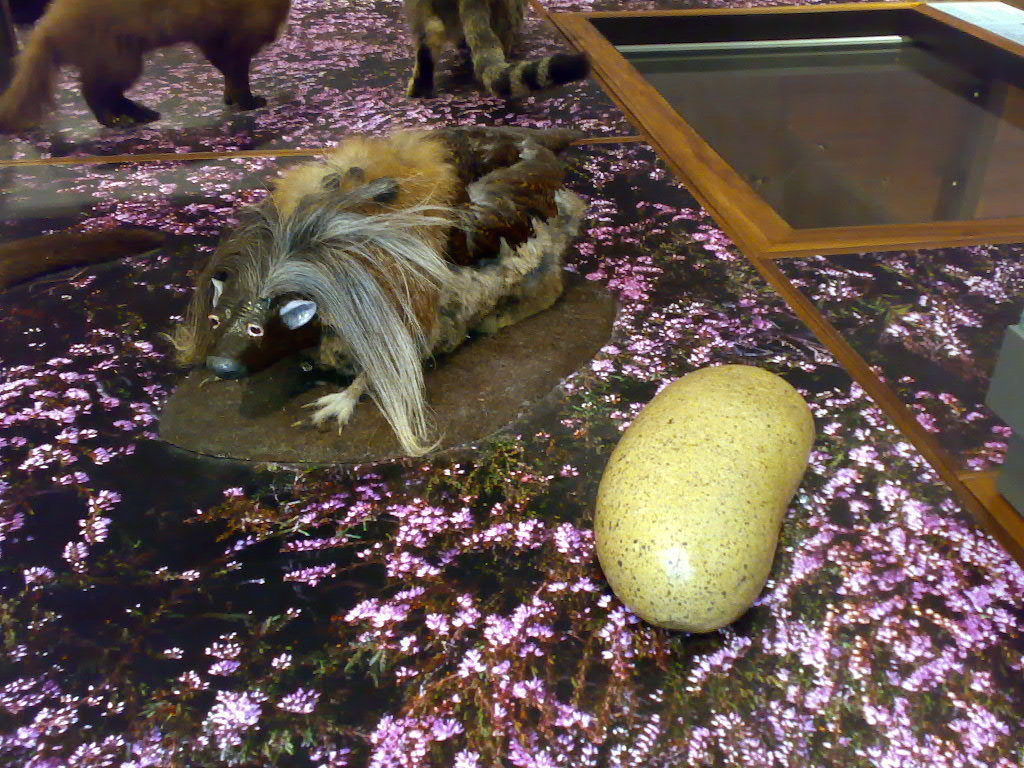
Espécimen ficticio en el museo Kelvingrove

El haggis salvaje (Haggis scoticus) es una criatura ficticia supuestamente nativa de las Tierras Altas de Escocia. Se dice que con su carne se prepara el haggis, un plato tradicional escocés que en realidad está hecho a partir de tripas de oveja, incluyendo el corazón, los pulmones y el hígado.

## Características
Según algunas fuentes, las patas izquierdas y derechas de los haggis salvajes son de diferente tamaño, permitiéndoles correr rápidamente en las montañas escarpadas y las laderas que conforman su hábitat natural, aunque en una sola dirección. También se dice que hay dos variedades de haggis salvajes, una con patas izquierdas más largas y la otra con patas derechas más largas. La primera puede correr en una montaña en el sentido de las manecillas del reloj y la otra puede correr en sentido opuesto. Ambas variedades coexisten pacíficamente, pero son incapaces de reproducirse entre sí en su hábitat porque para que el macho de una variedad se aparee con una hembra de la otra variedad debe colocarse con la cabeza apuntando a la misma dirección que la hembra, causando que pierda el equilibrio antes de que pueda realizarse el coito. Debido a esta dificultad, las diferencias del largo de las patas de las poblaciones de haggis salvajes se ven acentuadas.

## En el extranjero
La existencia del haggis salvaje es muy aceptada, aunque no siempre incluye la idea de las patas de distinto tamaño. Según una encuesta publicada el 26 de noviembre de 2003 y realizada por Hall's of Broxburn, una empresa fabricante de haggis, un tercio de los turistas estadounidenses que viajan a Escocia cree que el haggis salvaje es una criatura verdadera.